# Donatia novae-zelandiae
Donatia novae-zelandiae es una especie de planta en cojín en la familia Donatiaceae estrechamente relacionada con especies de la familia Stylidiaceae. Se encuentra en las regiones alpinas y subalpinas húmedas de Nueva Zelanda y Tasmania.
Donatia novae-zelandiae tiene estambres y pétalos libres, estomas paracíticos y una morfología del polen distinta de los géneros de la familia hermana Stylidiaceae. Fue descrita por primera vez por Joseph Dalton Hooker en 1853 y publicado en su Flora Novae-Zelandiae.